# Kara Koyunlu

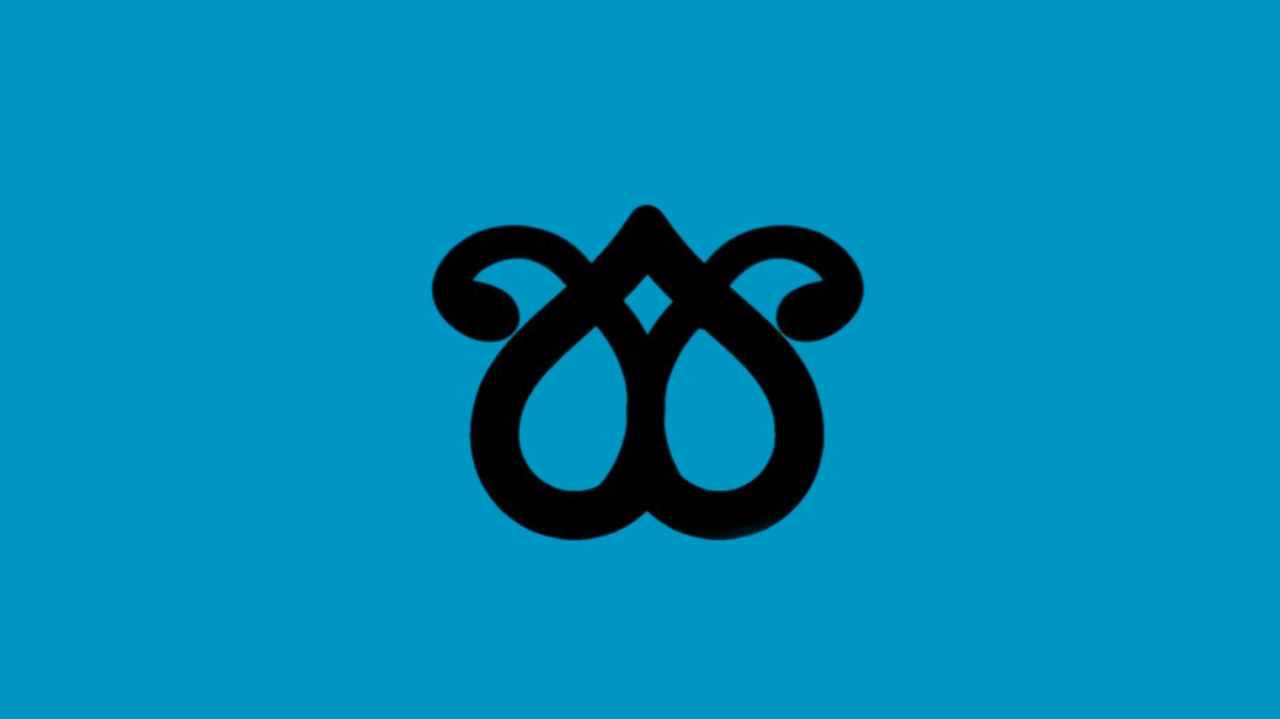
Kara Koyunlus flagga

Kara Koyunlu eller Qara Qoyunlu (Svarta Får) var en shiitisk, oghuzturkisk klanbaserad dynasti som hade makten över nuvarande Östturkiet, Azerbajdzjan, Västiran och Irak mellan 1375 och 1468. Enligt den tyske turkologen Gerhard Doerfere, Aghkoyunlu og Garagoyunlu Turkmens: Det er veldig merkelig at ordet «turkmenere» fortsatt fører til forvirring, jeg så i Leningrad at navnet på Oghuz-litteraturen i Irak var Oghuz «turkmenere»;  I alle fall er «turkmenerne» i Aqqoyunlu og Qaraqoyunlu aserbajdsjanere.